# Bernard VI d'Armagnac
Pour les articles homonymes, voir Bernard d'Armagnac et Bernard VI.
Bernard VI, né vers 1270 et décédé en 1319, comte d'Armagnac et de Fezensac (1285-1319), est le fils de Géraud VI, comte d'Armagnac, de Fezensac et vicomte de Fezensaguet et de Mathe de Béarn fille de Gaston VII.

## Présentation
Il épouse en premières noces Isabelle d'Albret (v. 1275, † 1er décembre 1294), fille de Bernard Ezi IV, sire d'Albret et Jeanne de Lusignan. Grâce à ce mariage, Bernard VI porte le titre de sire d'Albret entre les années 1280 et 1294.
En 1291, il fonde Labastide-d'Armagnac.
Le 10 mai 1298, il se remarie avec Cécile de Rodez (1278 † après 6 avril 1313), fille héritière d'Henri II, comte de Rodez, et de sa deuxième épouse, Mascarone de Comminges.
Bernard VI sert loyalement les rois de France au cours de leurs guerres. En 1302, il se bat en Italie sous les ordres de Charles de Valois. Par la suite, il participe à toutes les campagnes menées en Flandre par Philippe le Bel, puis son fils Louis X (en 1303, 1304, 1313 et 1315). Il sert alors à la tête de détachements importants de l'armée royale. Il contribue notamment à la victoire de Mons-en-Puelle en date du 18 août 1304, avec quatre cents hommes d'armes et mille sergents à pied. Sa valeur et sa fidélité sont telles qu'il est appelé à faire partie du conseil 'étroit', créé en 1316 par Philippe V. Cette activité militaire est très onéreuse et a concouru à appauvrir Bernard VI : en 1313 il est ainsi obligé d'emprunter 2500 florins d'or pour les obsèques de son épouse.
Après la mort du vicomte de Béarn, son grand-père, il soutient une longue guerre contre le comte de Foix à la suite de la controverse sur le testament de son aïeul, un testament qui est en faveur du comte de Foix et dont Bernard soutient la fausseté. Un arrêt de 1293 ordonna un duel entre les deux prétendants, mais fut empêché par le roi. Ce conflit dégénère en une guerre larvée entre les maisons d’Armagnac et de Foix, qui se déroule durant la quasi-totalité du XIVe siècle.
Les enfants de Bernard VI, tous nés du deuxième mariage, sont :
- Jean Ier (peu avant mai 1306 † 16 mai 1373), comte d'Armagnac, de Fezensac et de Rodez ;
- Mathe (sans doute entre juin et décembre 1302 - août 1372/1374), mariée par contrat du 21 mai 1321 à Bernard Ezi V d'Albret, sire d’Albret.

Certains historiens ajoutent Françoise de Fezensac (1298 - ?), la femme de Pierre Raymond Ier (v.1295 † 1341), comte de Comminges. 
Son fils naturel, Jean, bâtard d'Armagnac, dit la Guerre, participe aux guerres en Gascogne. Il est capturé par les gens du roi, puis libéré après avoir promis d'être fidèle et loyal au roi. Il quitte les armes, embrasse l'état ecclésiastique, est patriarche d'Alexandrie, puis a l'administration de l'évêché de Rodez, en 1376.